# Miguel Caro Quintero
Miguel Ángel Caro Quintero (Carboca, 1963) è un criminale messicano. Fratello minore di Rafael Caro Quintero, è considerato il leader del Cartello di Sonora.

## Cartello di Sonora
La DEA sostiene che Caro Quintero ha creato il Cartello di Sonora dai resti del Cartello di Guadalajara, che fu cofondato da suo fratello Rafael Caro Quintero. Rafael Caro Quintero fu arrestato in Costa Rica nel 1985 per la tortura e la morte dell'agente speciale della DEA Enrique "Kiki" Camarena Salazar. Nel 1989 Miguel Ángel Félix Gallardo fu arrestato, questo evento causò la divisione in tre del Cartello di Guadalajara. Nacquero così il Cartello di Sinaloa, il Cartello di Tijuana e il Cartello di Sonora.

## Arresto
Caro Quintero fu inizialmente arrestato nel 1992 per evasione fiscale, ma fu riconosciuto non colpevole, cosa che, secondo la DEA, Caro Quintero ha ottenuto grazie a minacce e tangenti. Anche se agli arresti, si ritiene che Caro Quintero sia ancora il leader del Cartello di Sonora, e gestirebbe dal carcere il racket, il traffico di droga e il riciclaggio di denaro. Caro Quintero fu arrestato nel Dicembre 2001 a Los Mochis, Sinaloa. Da prima del suo arresto egli ha, sempre e ripetutamente, proclamato la sua innocenza accusando la DEA di perpetrare su di lui la vendetta contro suo fratello Rafael, accusato della morte dell'agente speciale della DEA Enrique Camarena. È divenuto famoso un suo intervento in una trasmissione radiofonica dove Miguel Caro Quintero sosteneva la sua innocenza, dicendo: "Se io avessi un cartello, avrei molti soldi e mio fratello non sarebbe dov'è (in carcere)" e affermava di essere un semplice rancher. Sosteneva, inoltre, di non credere al fatto che il fratello fosse coinvolto nell'uccisione dell'agente della DEA.